# インフリキシマブ
インフリキシマブ（英: Infliximab）は、抗ヒトTNF-αモノクローナル抗体である。レミケード（Remicade）という商品名で、アメリカ合衆国ではジョンソン・エンド・ジョンソンの子会社であるセントコア社（Centocor）から、日本では田辺三菱製薬から販売されている。自己免疫疾患などの適応を持つ生物学的製剤のひとつで、副作用に免疫抑制作用がある。

## 適応
インフリキシマブの適応として、関節リウマチ、クローン病、潰瘍性大腸炎、ベーチェット病によるぶどう膜炎、尋常性乾癬、関節症性乾癬、膿疱性乾癬、乾癬性紅皮症、強直性脊椎炎、腸管型ベーチェット病、神経型ベーチェット病、血管型ベーチェット病、川崎病が認可されている。
従来の薬物療法では3～5割程度の有効率であるが、インフリキシマブを始めとする生物学的製剤はそれを上回る有効率がある。いずれの適応に関しても従来の主に薬物を中心とした治療法に抵抗例に適応される。例えば、関節リウマチの治療は、NSAIDs（非ステロイド性抗炎症薬）とDMARDs（抗リウマチ薬）のメトトレキサートが第一選択となり、これらの薬剤が疾患に起因する明らかな臨床症状が残る場合にインフリキシマブを始めとする生物学的製剤が併用して使用される。
インフリキシマブは比較的高価な薬剤である事からであるが、リウマチ患者の骨破壊は比較的早い時期に進行し、この時期を逃さず投与することで骨破壊が防止でき良好な治療効果が得られる。
なお、全ての生物学的製剤共通であるが投与時のアレルギー反応の存在、感染症および抗インフリキシマブ抗体の産生などによる効果減弱に注意する必要がある。2009年から慢性リウマチに対して増量もしくは投与間隔の短縮が可能となり、効果減弱する割合は減少している。また、インフリキシマブは通常、隔月投与であり自己負担額が隔月に集中するため、高額療養費制度に該当しやすいという特徴があり、条件が合えば最も安価に使用できる生物学的製剤である。

関節リウマチ
- 過去の治療において、非ステロイド性抗炎症剤および他の抗リウマチ薬（メトトレキサート製剤を含む）等による適切な治療を行っても、疾患に起因する明らかな臨床症状が残る場合に投与を行うこと。また、メトトレキサート製剤に本剤を上乗せすることのリスク・ベネフィットを判断した上で使用すること。

クローン病
- 栄養療法、他の薬物療法（5-アミノサリチル酸製剤等）等の適切な治療を行っても、疾患に起因する明らかな臨床症状が残る場合に本剤の投与を行うこと。なお、緩解維持投与は漫然と行わず経過を観察しながら行うこと。また本剤を初回投与後、2週、6週と投与しても効果が認められない場合には、さらに継続投与を行っても効果がない可能性があり、他の治療法を考慮すること。

潰瘍性大腸炎
- 過去の治療において、他の薬物療法（5- アミノサリチル酸製剤、ステロイド、アザチオプリン等）等の適切な治療を行っても、疾患に起因する明らかな臨床症状が残る場合に本剤の投与を行うこと。寛解維持効果は確認されていないため、寛解導入後には本剤の継続投与の必要性を検討し、他の治療法への切替えを考慮すること。

ベーチェット病による難治性網膜ぶどう膜炎
- 過去の治療において、他の薬物療法（シクロスポリン等）等の適切な治療を行っても、疾患に起因する明らかな臨床症状が残る場合に本剤の投与を行うこと。

—インフリキシマブの添付文書、
なお、クローン病と潰瘍性大腸炎は特定疾患であるため公費負担となる。

## メトトレキサートとの併用
TNF-αに結合するモノクローナル抗体の認識部分とヒト免疫グロブリンの定常部分とのキメラ分子が、細胞外の浮遊TNFに結合して、受容体との結合を遮断する機序以外に、マクロファージなどの炎症を起こす細胞の表面の膜結合型のTNF-αにも結合し、悪性細胞を破壊する。これによりインフリキシマブは、抗キメラ抗体が産生されるのを抑制するため、メトトレキサートとの併用が必須である。

## 副作用
インフリキシマブの副作用としては、アナフィラキシー反応や抗インフリキシマブ抗体の産生による効果減弱、免疫抑制による感染症などがある。TNF-αは主に細胞性免疫に強く関わる因子であるため、細菌感染、特に結核の再燃などが重要となる。また、脱髄疾患を悪化させる恐れがあるため、これ等の疾患（多発性硬化症など）の患者に対しては慎重投与、との記載がある。そのほか、TNF-αは癌免疫においても重要な因子と言われており、このためインフリキシマブの長期投与が癌の発生頻度を上昇させるのではないかとの懸念も示されていたが、現時点では増加するとの情報は得られていない。
添付文書に挙げられている重大な副作用を下に示す。
- 感染症
  - 真菌感染症、敗血症、肺炎（ニューモシスティス肺炎を含む）
  - 脳炎、骨髄炎、髄膜炎（リステリア菌性髄膜炎を含む）
- 結核
- 重篤な注入反応
- 脱髄疾患
  - 多発性硬化症、視神経炎、横断性脊髄炎、ギラン・バレー症候群
- 間質性肺炎
- 肝機能障害
  - AST(GOT)、ALT(GPT)、γ-GTP、LDH上昇
- 遅発性過敏症
- 抗dsDNA抗体の陽性化を伴うループス様症候群
- 重篤な血液障害
  - 汎血球減少、血小板減少、白血球減少、顆粒球減少、血球貪食症候群、血小板減少性紫斑病
- 横紋筋融解症

## 研究段階の治療
びまん性浸潤型皮膚サルコイドーシス（Lupus pernio） や神経サルコイドーシスに抗TNF-α抗体（インフリキシマブ）が有用であると報告されている。

## バイオ後続品
日本化薬は、バイオシミラーによる後続品を韓国のセルトリオンと共同開発。2014年、関節リウマチ治療薬として販売を開始した。